# Francisco Scaramanga
Francisco (Paco) 'Pistols' Scaramanga is een personage in het James Bond boek The Man with the Golden Gun (1965), en de gelijknamige film uit 1974. In de film werd hij gespeeld door Christopher Lee, de neef van Ian Fleming.
Francisco Scaramanga was een huurmoordenaar, die men kon huren voor een miljoen dollar. Hij had een derde tepel, en een gouden pistool, wat hem de bijnaam 'de man met het gouden pistool' bezorgde. In de Nederlandse vertaling van het boek is sprake van een gouden revolver.

## Boek
In het boek is Scaramanga van Spaanse afkomst. James Bond pleegt in het begin een moordaanslag op M, M overleeft het maar het blijkt een geval te zijn van hersenspoeling, M staat erop dat Bond niet gestraft wordt maar gerehabiliteerd. Na dat alles wil Bond een onderzoek gaan starten naar degene die achter deze hersenspoeling zit.
Bond vertrekt naar Jamaica en ontdekt dat Francisco Scaramanga hierachter zit, die beschikt over een gouden pistool. Bond doet alsof hij een freelance veiligheidsambtenaar is en Scaramanga huurt Bond in als bewaker bij een vergadering van Amerikaanse gangsters. Bond doodt Scaramanga tijdens een treinreis met de hulp van Felix Leiter en Bonds vroegere secretaresse Mary Goodnight.

## Film
In de film heeft Scaramanga de Britse nationaliteit. Hij is geboren in een Circus, alwaar zijn vader (een Cubaan) de spreekstalmeester was, en zijn moeder een slangenbezweerster. In het circus leerde hij met het pistool omgaan en bleek hier dermate goed in, dat hij op zijn tiende al op mocht treden in de piste. Hij vermoordde echter ook een gewelddadige oppasser nadat deze een olifant waar Scaramanga erg op gesteld was, had gedood. Op zijn vijftiende werd hij huurmoordenaar en al snel daarna ging hij in dienst bij de KGB. Jarenlang werkte hij als huurmoordenaar voor de KGB, tot hij eind jaren 50 ontslag nam en voor zichzelf ging werken. Sindsdien werkt hij als onafhankelijke huurmoordenaar. Hij vraagt een miljoen dollar per opdracht en werkt uitsluitend met een gouden pistool en dito kogels. Hij laat zijn assistent Nick Nack altijd het woord voor hem voeren met potentiële opdrachtgevers, zodat Scaramanga zelf anoniem blijft. Door zijn hoge tarief kan hij zich een luxe leventje veroorloven; hij heeft een privé-eiland voor de kust van China. In ruil voor zijn diensten geeft de Chinese overheid hem bescherming. Ook beschikt Scaramanga over hulpmiddelen welke die van James Bond kunnen evenaren, zoals een auto die in een vliegtuigje kan veranderen.
Aan het begin van de film (The Man With The Golden Gun) ontvangt MI6 een gouden kogel met daarin het dienstnummer van James Bond, 007, gekerfd. MI6 vermoedt dat Francisco Scaramanga achter Bond aan zit en haalt hem van zijn huidige missie af. Bond wordt ingelicht en met de weinige informatie die over Scaramanga bekend is (dat hij een derde tepel heeft en dat zijn favoriete wapen een gouden pistool is, geen foto's) besluit hij zelf Scaramanga te vermoorden. Als Bond Scaramanga's wapenleverancier vindt en ziet dat Scaramanga's vriendin de kogels meeneemt, heeft hij een aanknopingspunt. Hij bedreigt haar en ze vertelt waar Scaramanga is. Al snel blijkt James echter niet Scaramanga's doelwit te zijn; Scaramanga was eigenlijk ingehuurd om de Britse wetenschapper Gibson, die werkt aan een project voor zonne-energie, te vermoorden in opdracht van een zekere Hai-Fat. Ondanks James tussenkomst slaagt Scaramanga in zijn opdracht, maar nadien laat hij Nick Nack Gibsons uitvinding stelen voor eigen gebruik i.p.v. deze aan Hai-Fat te geven. Scaramanga vermoordt Hai-Fat en neemt de uitvinding mee naar zijn eiland om deze te verkopen aan de hoogste bieder en om zijn eigen zonne-laserkanon mee van energie te voorzien.
Als James Bond op het privé-eiland van Scaramanga is gekomen, wordt hij door het hulpje van Scaramanga, Nick Nack, verwelkomd. Scaramanga ziet Bond als zijn gelijke, dus daagt hij Bond uit tot een duel. Nick Nack doet alsof hij Bond wil helpen, maar lokt hem juist een kamer vol valstrikken en afleidingen in. Dit wordt echter Scaramanga's ondergang. Bond neemt de plaats in van een identiek wassen beeld (dat Scaramanga eerder gebruikte voor schietoefeningen) en heeft zo het verrassingselement. Als Scaramanga langs loopt, schiet Bond hem neer.

## Handlangers
- Nick Nack